# Transductor ortomodal

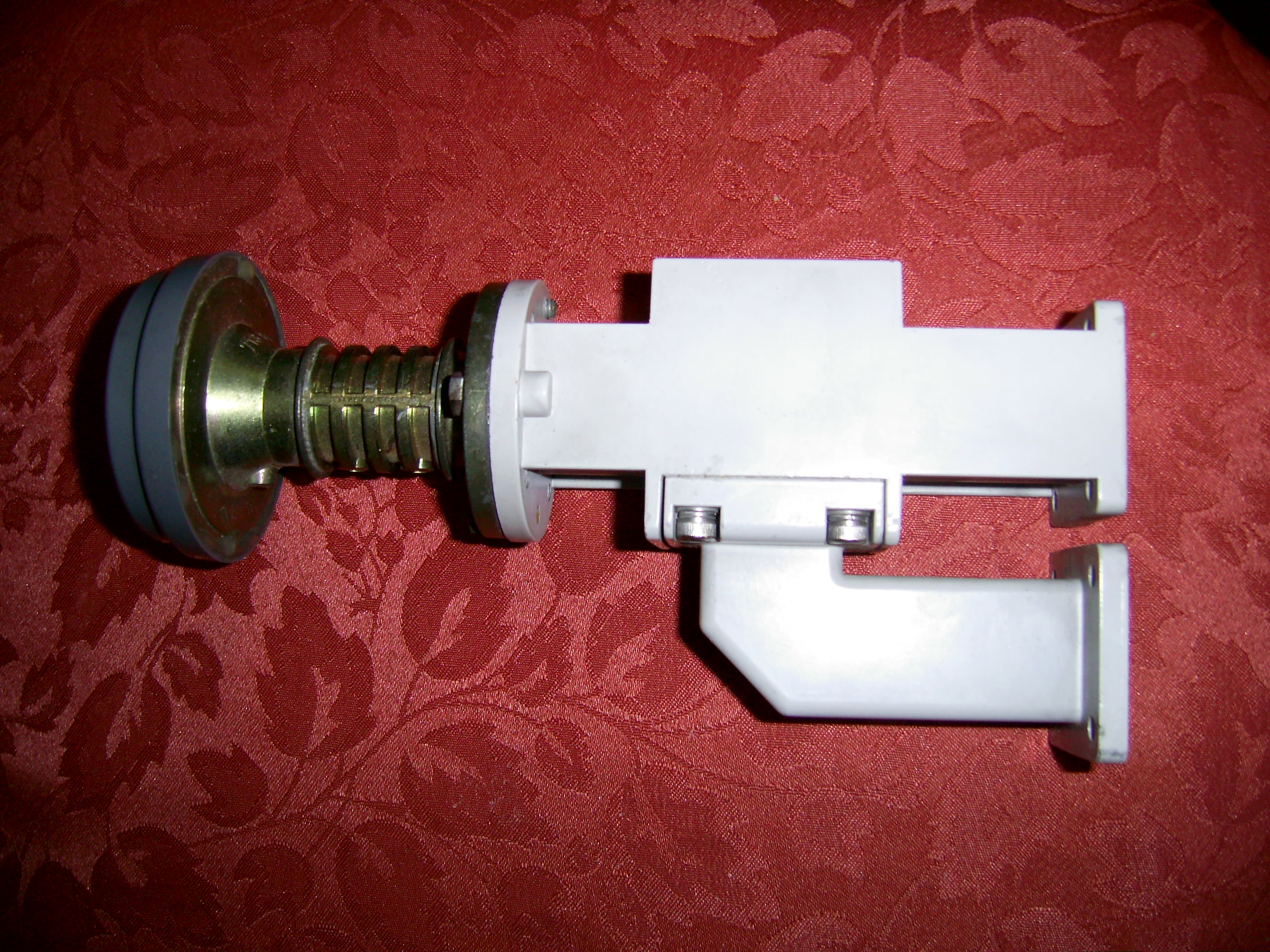
Tranductor ortomode (Portenseigne, França)

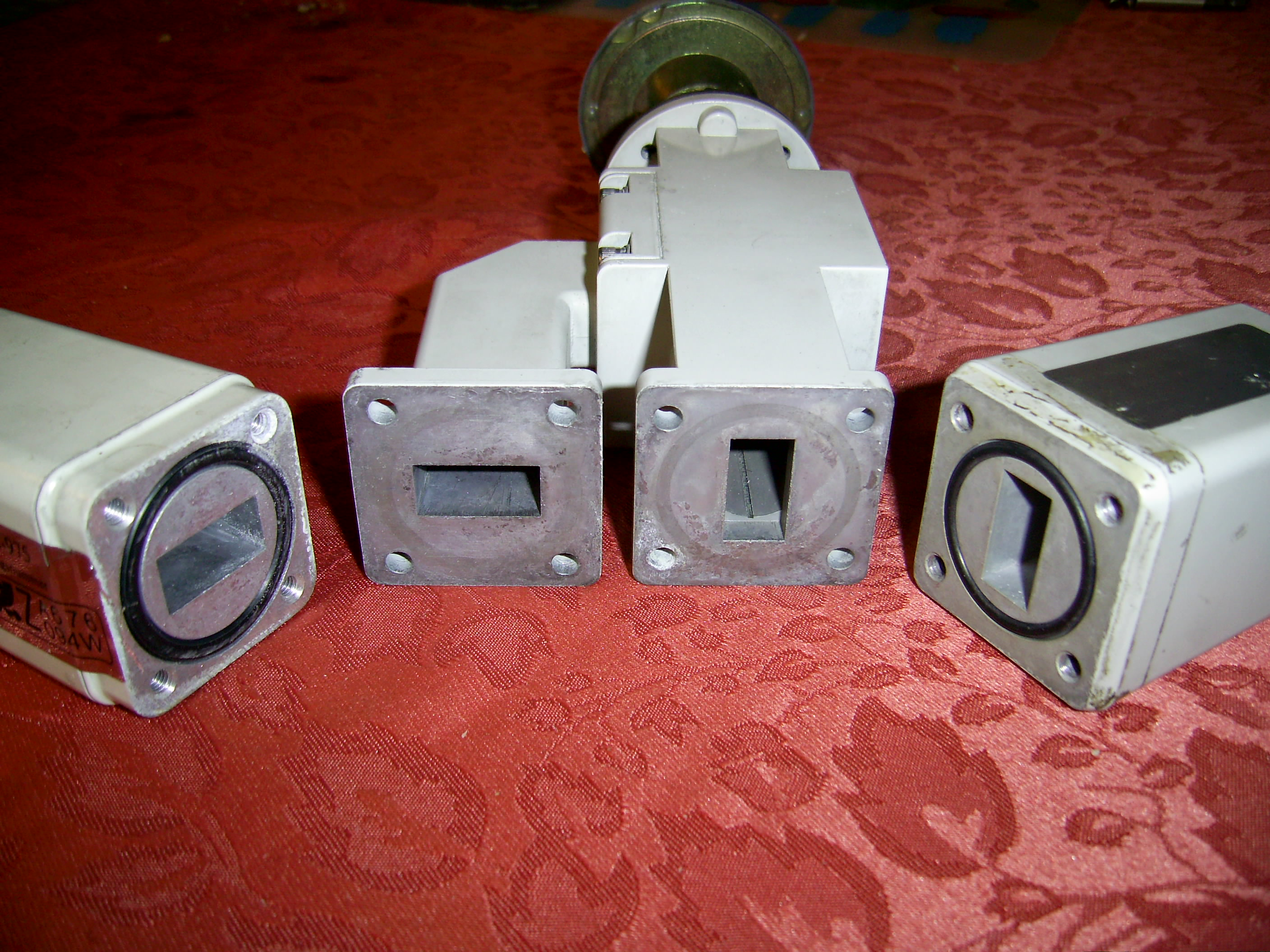
Transductor ortomode, polaritat horitzontal i vertical

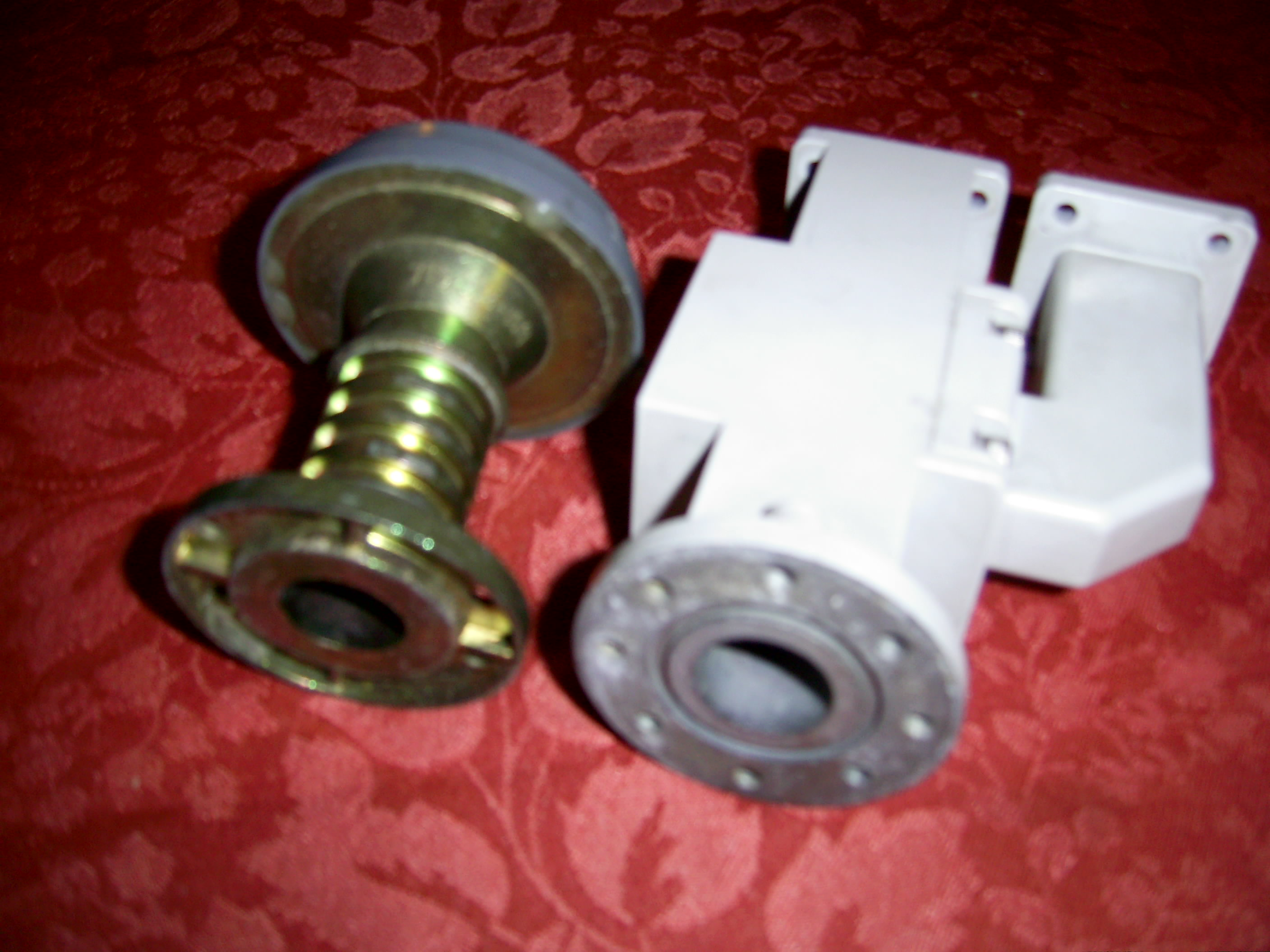
Costat de l'antena d'un OMT

Un transductor ortomodal, transductor ortomode o OMT (per les seves sigles en anglès:orthomode transducer) és un component de conducte de microones de la classe de circuladors de microones. Es coneix comunament com un duplexor de polarització.

## Aplicacions
Els transductors ortomode serveixen tant per combinar, com per separar dos camins de senyals de microones polaritzades ortogonalment. Una de les rutes la forma l'enllaç ascendent (uplink), que es transmet a través de la mateixa guia d'ona que l'enllaç descendent (downlink). Tal dispositiu pot ser part d'un alimentador d'antena de VSAT terrestre o un alimentador de radiocomunicació terrestre per microones ; per exemple, els OMTs s'utilitzen sovint amb una botzina d'alimentació per aïllar les polaritzacions ortogonals d'un senyal i per transferir els senyals de transmissió i recepció a diferents ports.

## Unitat exterior
La unitat exterior (Out-door Unit o ODU, en anglès) sol estar formada per un feedhorn, OMT, BUC (Block Up-link Converter) i LNB (Low-Noise Block Down Converter).